# Бляшана Катедра
Бляшана Катедра — перша незалежна українська церква в Північній Америці. Заснована у Вінніпезі, вона не належала до жодної із європейських релігійних конфесій і була серцем Серафимічної церкви — колишньої широкої релігійної спілки церков східного обряду в Північній Америці.
Українські іммігранти почали прибувати до Канади в 1891 році в основному із західних регіонів України: Буковини і Галичини. Новоприбулі з Буковини були православними, а ті, хто прибув із Галичини — греко-католиками. Однак і ті й інші притримувалися візантійського обряду. До 1903 року громада українських іммігрантів у Західній Канаді виросла і привернула увагу релігійних лідерів, політиків, і педагогів.

## Принципи

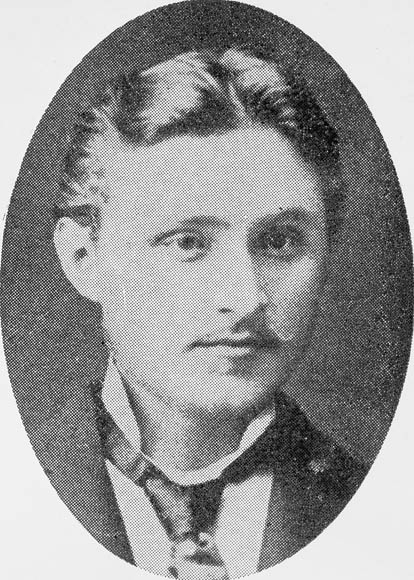
Кирило Геник (1857—1925)

Центральною фігурою української громади у Вінніпезі на той час був Кирило Геник (1857—1925). Він прибув із Галичини, закінчив українську Академічну гімназію у Львові і впродовж короткого часу вивчав право у Чернівецькому університеті. Геник був другом Івана Франка, українського автора «Лиса Микити», номінованого на Нобелівську премію з літератури. Геник, дружба на весіллі автора, ймовірно, розділяв соціалістичні погляди Франка й схвалював його їдку сатиру на тогочасне духовенство. Звільнення населення від духовенства, поряд з земельною реформою, було способом звільнення селян від ярма поміщиків, що тримали землю у своїх руках у змові з ієрархією церкви. Після прибуття до Канади, Геник став першим українцем, найнятим урядом Канади. Він працював імміграційним агентом, відповідальним за розселення поселенців у їхніх гомстедах. Двоюрідний брат Геника, Іван Бодруг (1874—1952), та Бодругів друг Іван Негрич (1875—1946) теж прибули з села Березів з-під Коломиї і де були вчителями початкової школи. Ця трійця складала ядро інтелігенції в українській спільноті, і була відома як Березівська Трійця. Геник, найстарший, був єдиним одруженим із трьох. Його дружина Поліна (уроджена Цюрковська) була дочкою священика, освіченою жінкою. Подружжя мало трьох синів і три доньки.
Іншою ключовою особою був єпископ Серафим, чиє справжнє ім'я було Стефан Устволський. Справа завершилася тим, що Уствольського позбавили сану на Священному синодомі Російської православної церкви у Санкт-Петербурзі. Але його історія починається з моменту, коли з особистих причин, він подався на Афон, де був освячений у єпископський сан святим Анфимом, який сам проголошував себе єпископом. Існує підозра, що святий Анфим висвятив Уствольського назло цареві, оскільки в ті часи між царем та Священним синодом відбувалася боротьба за управлінням Російською православною церквою.:226 Після освячення єпископом Серафим вирушив до Північної Америки, де ненадовго зупинився в українських священиків у Філадельфії. На час прибуття до у Вінніпега він не належав ні до Російської православної церкви, ні до якої-небудь іншої. Українці в преріях прийняли його як мандрівного святого за традицією, започаткованою ще з витоків християнства.
Ще однією людиною, що брала участь у подіях, які привели до створення Бляшаної Катедри, був помічник Серафима Макарій Марченко. Марченко виконував функції диякона й кантора, допомагаючи Серафиму у богослужіннях, які він добре знав. Він прибув з Серафимом зі Сполучених Штатів. Архієпископ Ланжевен із Сейнт-Боніфейс був главою римсько-католицької єпархії в Західній Канаді, працюючи в безпосередньому контакті з Папою в Римі. Він вважав, що його священики були більш ніж достатніми для потреб українського населення.:184 Свою роль зіграли також доктор Вільям Патрік, глава пресвітеріанського Манітобського коледжу у Вінніпезі, Ліберальна партія Манітоби та російські православні місіонери.

## Події
Якщо якийсь інцидент і відіграв значну роль у наступній драмі, то це можливо той випадок, коли член законодавчого органу Манітоби Жозеф Берньє у 1902 році вніс законопроєкт передачі майна русинських (українці були також відомі як русини) греко-католицьких церков у під управління корпорацій під контролем Римської церкви.:189 Архієпископ Ланжевен заявив, що русини мають довести, що вони католики, віддавши майно церкві, а не як протестанти … окремим особам чи комітету мирян, не підпорядкованих священику чи єпископу. Розмір українського населення в преріях також викликав інтерес у російських православних місіонерів. У цей час Російська православна церква витрачала 100тисяч доларів на рік на місіонерську роботу в Північній Америці.:226 Крім того в українцях була зацікавлена пресвітеріанська церква. Просветеріани запрошували молодих людей з українського походження навчатися у Манітобському коледжі (нині це Університет Вінніпега), де були створені спеціальні класи для молодих українців, які хотіли б стати шкільними вчителями (а потім і священиками греко-самостійний церкви).:192 Вільно володіє німецькою мовою, доктор Кінг, директор коледжу, інтерв'ю з кандидатами Бодруг і Негрич на німецькій мові. Геник переведенні їх схоластичної документів у письмовій формі з польської на англійську мову. Вони стали першими українськими студентами університету в Північній Америці — Манітоба-коледжу в цей час була пов'язана з університетом Манітоба.
Геник, Бодруг, і Негрич діяли швидко, намагаючись забезпечити інтереси громади. Вони залучили до справи Серафима. Він прибув до Вінніпега в квітні 1903 року і організував церкву, яка була незалежна від будь-яких європейських церков, і не демонструвала лояльності до будь-якої з релігійних груп, що боролися за душі нових українських іммігрантів у преріях. Свою церкву Серафим назвав Православною російською (а не Російською православною). Він оголосив себе її главою, а, щоб заспокоїти українців, церква мала альтернативну назву — Серафимська. Богослужіння велися за східним обрядом, з яким іммігранти були знайомі. Серафим почав висвячувати канторів і дияконів, а 13 грудня 1903 року невелика будівля на східній стороні вулиці Макгрегор, між Манітоба авеню та Прітчард авеню, яка, можливо, раніше називалася церквою Святого Духа, була офіційно благословлена Серафимом і відкрита для поклоніння. У листопаді 1904 року він почав будувати, з металобрухту та лому деревини, свою горезвісну Бляшану Катедру на розі Кінг-стріт і Стелла-авеню. Харизматичний Серафим висвятив близько 50 священиків та дияконів, чимало з них напівграмотних, які стали виконувати священицькі обов'язки в поселеннях, проповідуючи незалежне православ'я управління церковним майно через незалежних довірених. Упродовж двох років ця церква набула майже 60 тис. прихильників.
Через різні проступки і проблеми з алкоголем, Серафим утратив довіру інтелігенції, яка запросила його до Вінніпега, і незабаром відбувся переворот з метою позбутися від нього, водночас не втративши пастви. Серафим вирушив до Санкт-Петербурга, щоб спробувати отримати визнання і подальше фінансування від російського Священного синоду для своєї процвітаючої церкви. За його відсутності Іван Бодруг та Іван Негрич, на той час уже студенти богослов'я в Манітобському коледжі, а також священики Серафимської церкви, змогли отримати гарантії пресвітеріанського фінансування для церкви Серафима Саровського на тій підставі, що вона поступово перейде на пресвітеріанську модель. В кінці осені 1904 року, Серафим повернувся з Росії, але не привіз із собою жодного «пособія». Повернувшись, він виявив зраду і швидко відлучив від церкви всіх священиків, що брали в цій зраді участь. Він опублікував їхні фотографії в місцевих газетах з іменами на грудях так, наче вони були злочинцями.:226 Його помста виявилася недовгою, незабаром він отримав звістку, що сам відлучений Священним синодом. Після відлучення, свого та всіх його священиків, Серафим пішов у 1908 році і ніколи більше не повертався.

## Наслідки
Наслідком цього соціального і духовного вогню, що пронісся преріями, стало формування української канадської громади.
Іван Бодруг, один із бунтівників серед серафимістів, очолив нову незалежну церкву. Він і сам був досить харизматичнии священиком і через вплив пресвітеріанства проповідував євангельське християнство. Він дожив до 1950-х. Будівля незалежної церкви (Святого Духа) була розташована на розі Прітчард-авеню і Макгрегор-стріт. Ту церкву, яку використовував Серафим, знесли. Другу будівлю побудували з допомогою пресвітеріанського фінансування. Вона й досі стоїть там, через дорогу від Храму праці Вінніпегського Норт-Енду.
Архієпископ Ланжевен збільшив з асиміляції української громади під римсько-католицьким крилом. Він сприяв у побудові Василіанської Церкви святого Миколая, з бельгійським священиків, Отець Ахіль Деляре та інші, хто читав масу в старослов'янській, одягнений відповідно до грецького обряду, і доставлені проповіді польською мовою. Ця церква була через дорогу від незалежного Українського католицького собору Св. Володимира і Ольги на Макгрегор-стріт у Вінніпезькому НортЕнді. Така конкуренція забезпечує більшу можливість для українсько-канадських дітей навчатися розмовляти українською мовою.:229
Ліберальна партія, зрозумівши, що українці більше не перебувають у союзі з архієпископом Ланжевеном і римо-католиками, що підтримували Консервативну партію, взяла ініціативу в свої руки й почала фінансувати першу українську газету в Канаді, «Канадійський Фармер», редактор якої став не хто інший, як Іван Негрич.
Серафим щез до 1908 року, але «Український Голос» (газета, що й досі публікується в у Вінніпезі) повідомляв, що за чутками він ще продавав Біблії працівникам залізниці Британської Колумбії в кінці 1913 року. В інших версіях історії він вернувся до Росії.
Кирило Геник переїхав зі своєю старшою донькою і один сином деякий час до Сполучених Штатів, у Північну Дакоту, але потім повернувся і помер у 1925 році.
Макарій Марченко, при виїзді Серафима, оголосив себе не тільки новим єпископом Серафимської церкви, але й архієпископом-патріархом, архієпіпапою, архієпігетьманом, і архієпікнязем. Щоб не ризикувати звинуваченням у фаворитизмі, він відлучив одним махом Папу Римського й російський Священний синод. Збереглися відомості, що він аж до кінця 1930-х років продовжував мандрувати селами і правити службу Божу українцям, спраглим до східного обряду.